# Suối Vực Ngườm
Suối Vực Ngườm (tên khác: Suối Cấm Thù) là một con suối đổ ra Sông Hóa.
Suối chảy qua các tỉnh Bắc Giang, Lạng Sơn. Suối có chiều dài 33 km và diện tích lưu vực là 111 km².
Suối Vực Ngườm bắt nguồn từ các suối ở phần đông bắc xã Lâm Sơn huyện Chi Lăng, chảy hướng tây nam.

## Sông Hóa
Sông Hóa 21°33′34″B 106°29′41″Đ / 21,559375°B 106,494665°Đ là phụ lưu của Sông Thương, bắt nguồn từ huyện Chi Lăng tỉnh Lạng Sơn, chảy sang huyện Lục Ngạn tỉnh Bắc Giang, rồi lại chảy sang huyện huyện Hữu Lũng và Chi Lăng, đổ vào Sông Thương ở gần ga Sông Hóa thị trấn Chi Lăng.
Đập Lang Tính 21°32′37″B 106°30′38″Đ / 21,543563°B 106,510437°Đ ở xã Hòa Lạc huyện Hữu Lũng chặn Sông Hóa tạo ra hồ Cấm Sơn.

## Tên suối
Tên suối theo các bản đồ  và theo "Danh mục địa danh dân cư... tỉnh Lạng Sơn" là Suối Vực Ngườm.
Bản "Danh mục lưu vực sông liên tỉnh" đánh máy lỗi thành Suối Vực Ngướm.